# Покривник білоплечий
Покривни́к білоплечий (Percnostola melanoceps) — вид горобцеподібних птахів родини сорокушових (Thamnophilidae). Мешкає в Амазонії. Раніше цей вид відносили до роду Покривник (Myrmeciza), однак за результатами молекулярно-генетичного дослідження, яке показало поліфілітичність цього роду, його було переведено до роду Аляпі (Percnostola).

## Поширення і екологія
Білоплечі покривники мешкають на південному сході Колумбії, на сході Еквадору і Перу та на північному заході Бразилії (на схід до річок Жапура і Журуа). Вони живуть в нижньому ярусі амазонської сельви і варзейських лісів (тропічних лісів у заплавах Амазонки і її притоків). Зустрічаються на висоті до 450 м над рівнем моря.